# Mołdawia na Letnich Igrzyskach Olimpijskich 2024
Mołdawia na Letnich Igrzyskach Olimpijskich 2024 – reprezentacja Mołdawii na Letnich Igrzyskach Olimpijskich 2024, które zostały rozegrane w dniach 26 lipca – 11 sierpnia 2024 roku w Paryżu, liczyła 26 zawodników.

## Zdobyte medale
Reprezentanci Mołdawii na Letnich Igrzyskach Olimpijskich 2024 zdobyli łącznie 4 medale:
| Medal  | Zawodnik           | Dyscyplina  | Konkurencja    | Rezultat | Data       |
| ------ | ------------------ | ----------- | -------------- | -------- | ---------- |
| Srebro | Anastasia Nichita  | Zapasy      | -57 kg (k)     | 0-6      | 9 sierpnia |
| Brąz   | Denis Vieru        | Judo        | -66 kg (m)     | 1-0      | 28 lipca   |
| Brąz   | Adil Osmanov       | Judo        | -73 kg (m)     | 10-0     | 28 lipca   |
| Brąz   | Serghei Tarnovschi | Kajakarstwo | C-1 1000 m (m) | 3:44,68  | 9 sierpnia |

## Jeździectwo
| Zawodnik     | Konkurencja   | Koń         | Grand Prix | Grand Prix | Grand Prix Special | Grand Prix Special | Grand Prix Freestyle | Grand Prix Freestyle | Finał  | Finał | Źródło |
| Zawodnik     | Konkurencja   | Koń         | Wynik      | Poz.       | Wynik              | Poz.               | Technicznie          | Artystycznie         | Wynik  | Poz.  | Źródło |
| ------------ | ------------- | ----------- | ---------- | ---------- | ------------------ | ------------------ | -------------------- | -------------------- | ------ | ----- | ------ |
| Alisa Glinka | Indywidualnie | Abercrombie | 66,056     | 53.        | —                  | —                  | NQ                   | NQ                   | 66,056 | 53.   | [ 5 ]  |

## Judo
| Zawodnik       | Konkurencja | 1/16 finału          | 1/8 finału       | Ćwierćfinał        | Półfinał         | Repasaże         | Finał / 3. miejsce | Finał / 3. miejsce | Źródła |
| Zawodnik       | Konkurencja | Przeciwnik Wynik     | Przeciwnik Wynik | Przeciwnik Wynik   | Przeciwnik Wynik | Przeciwnik Wynik | Przeciwnik Wynik   | Pozycja            | Źródła |
| -------------- | ----------- | -------------------- | ---------------- | ------------------ | ---------------- | ---------------- | ------------------ | ------------------ | ------ |
| Denis Vieru    | -66 kg (m)  | BYE                  | Saha W 1-0       | Bunčić W 10-0      | Abe P 0-1        | BYE              | Khyar W 1-0        | brąz               | [ 2 ]  |
| Adil Osmanov   | -73 kg (m)  | Yonezuka W 10-0      | Yuldoshev W 10-0 | Erdenebayar W 10-0 | Gaba P 0-11      | BYE              | Lombardo W 10-0    | brąz               | [ 3 ]  |
| Mihail Latișev | -81 kg (m)  | Grigalaszwili P 0-10 | NQ               | NQ                 | NQ               | NQ               | NQ                 | 17.                | [ 6 ]  |

## Kajakarstwo
| Zawodnik                    | Konkurencja    | Eliminacje | Eliminacje | Ćwierćfinały | Ćwierćfinały | Półfinały | Półfinały | Finał A/B | Finał A/B | Pozycja | Źródło        |
| Zawodnik                    | Konkurencja    | Czas       | Pozycja    | Czas         | Pozycja      | Czas      | Pozycja   | Czas      | Pozycja   | Pozycja | Źródło        |
| --------------------------- | -------------- | ---------- | ---------- | ------------ | ------------ | --------- | --------- | --------- | --------- | ------- | ------------- |
| Serghei Tarnovschi          | C-1 1000 m (m) | 3:49,27    | 1.         | BYE          | BYE          | 3:45,33   | 2.        | 3:44,68   | 3.        | brąz    | [ 4 ]         |
| Maria Olărașu               | C-1 200 m (k)  | 50,14      | 7.         | 52,03        | 7.           | NQ        | NQ        | NQ        | NQ        | 25.     | [ 7 ] [ 8 ]   |
| Daniela Cociu               | C-1 200 m (k)  | 49,14      | 4.         | 48,93        | 3.           | NQ        | NQ        | NQ        | NQ        | 12.     | [ 9 ] [ 10 ]  |
| Daniela Cociu Maria Olărașu | C-2 500 m (k)  | 1:58,81    | 4.         | 1:56,22      | 2.           | 1:56,66   | 4.        | 1:56,96   | 7.        | 7.      | [ 11 ] [ 12 ] |

## Lekkoatletyka
| Zawodnik            | Konkurencja        | Kwalifikacje | Kwalifikacje | Finał | Finał   | Źródło        |
| Zawodnik            | Konkurencja        | Wynik        | Miejsce      | Wynik | Miejsce | Źródło        |
| ------------------- | ------------------ | ------------ | ------------ | ----- | ------- | ------------- |
| Serghei Marghiev    | Rzut młotem (m)    | 73,46        | 18.          | NQ    | NQ      | [ 13 ]        |
| Andrian Mardare     | Rzut oszczepem (m) | 84,13 ·      | 9.           | 80,10 | 12.     | [ 14 ] [ 15 ] |
| Zalina Marghieva    | Rzut młotem (k)    | 67,84        | 22.          | NQ    | NQ      | [ 16 ]        |
| Dimitriana Bezede   | Pchnięcie kulą (k) | 16,35        | 27.          | NQ    | NQ      | [ 17 ]        |
| Alexandra Emilianov | Rzut dyskiem (k)   | 64,33        | 6.           | 58,08 | 11.     | [ 18 ]        |

## Łucznictwo
| Zawodnik                  | Konkurencja       | Runda rankingowa | Runda rankingowa | 1/32 finału      | 1/16 finału      | 1/8 finału       | Ćwierćfinały     | Półfinały        | Finał            | Finał   | Źródło        |
| Zawodnik                  | Konkurencja       | Wynik            | Miejsce          | Przeciwnik Wynik | Przeciwnik Wynik | Przeciwnik Wynik | Przeciwnik Wynik | Przeciwnik Wynik | Przeciwnik Wynik | Pozycja | Źródło        |
| ------------------------- | ----------------- | ---------------- | ---------------- | ---------------- | ---------------- | ---------------- | ---------------- | ---------------- | ---------------- | ------- | ------------- |
| Alexandra Mîrca           | Indywidualnie (k) | 631              | 51.              | Mashayikh P 0-6  | NQ               | NQ               | NQ               | NQ               | NQ               | 33.     | [ 19 ] [ 20 ] |
| Dan Olaru                 | Indywidualnie (m) | 671              | 18.              | Lê W 6-0         | Arcila P 2-6     | NQ               | NQ               | NQ               | NQ               | 17.     | [ 21 ]        |
| Dan Olaru Alexandra Mîrca | mikst             | 1302             | 22.              | —                | —                | NQ               | NQ               | NQ               | NQ               | 22.     | [ 22 ] [ 23 ] |

## Pływanie
| Zawodnik         | Konkurencja               | Eliminacje | Eliminacje | Półfinał | Półfinał | Finał | Finał | Źródło |
| Zawodnik         | Konkurencja               | Czas       | Poz.       | Czas     | Poz.     | Czas  | Poz.  | Źródło |
| ---------------- | ------------------------- | ---------- | ---------- | -------- | -------- | ----- | ----- | ------ |
| Pavel Alovațki   | 400 m st. dowolnym (m)    | 3:59,77    | 31.        | —        | —        | NQ    | NQ    | [ 24 ] |
| Tatiana Salcuțan | 200 m st. grzbietowym (k) | 2:13,20    | 23.        | NQ       | NQ       | NQ    | NQ    | [ 25 ] |

## Podnoszenie ciężarów
| Zawodnik   | Konkurencja  | Rwanie | Podrzut | Razem | Pozycja | Źródła |
| ---------- | ------------ | ------ | ------- | ----- | ------- | ------ |
| Marin Robu | do 89 kg (m) | 175    | 208     | 383   | 4.      | [ 26 ] |

## Strzelectwo
| Zawodnik   | Konkurencja                     | Kwalifikacje | Kwalifikacje | Finał | Finał   | Źródło |
| Zawodnik   | Konkurencja                     | Wynik        | Pozycja      | Wynik | Pozycja | Źródło |
| ---------- | ------------------------------- | ------------ | ------------ | ----- | ------- | ------ |
| Anna Dulce | Pistolet pneumatyczny, 10 m (k) | 569-10x      | 28.          | NQ    | NQ      | [ 27 ] |

## Tenis stołowy
| Zawodnik       | Konkurencja | Eliminacje       | 1/32 finału      | 1/16 finału      | 1/8 finału       | Ćwierćfinały     | Półfinały        | Finał            | Finał   | Źródło |
| Zawodnik       | Konkurencja | Przeciwnik Wynik | Przeciwnik Wynik | Przeciwnik Wynik | Przeciwnik Wynik | Przeciwnik Wynik | Przeciwnik Wynik | Przeciwnik Wynik | Pozycja | Źródło |
| -------------- | ----------- | ---------------- | ---------------- | ---------------- | ---------------- | ---------------- | ---------------- | ---------------- | ------- | ------ |
| Vladislav Ursu | Singel (m)  | Jha P 0-4        | NQ               | NQ               | NQ               | NQ               | NQ               | NQ               | 65.     | [ 28 ] |

## Zapasy
| Zawodnik          | Konkurencja            | Kwalifikacje     | 1/8 finału        | Ćwierćfinał         | Półfinał         | Repasaż          | Finał / 3.miejsce | Finał / 3.miejsce | Źródło |
| Zawodnik          | Konkurencja            | Przeciwnik Wynik | Przeciwnik Wynik  | Przeciwnik Wynik    | Przeciwnik Wynik | Przeciwnik Wynik | Przeciwnik Wynik  | Pozycja           | Źródło |
| ----------------- | ---------------------- | ---------------- | ----------------- | ------------------- | ---------------- | ---------------- | ----------------- | ----------------- | ------ |
| Victor Ciobanu    | Klasyczny do 60 kg (m) | BYE              | Ri P 3-10 (F)     | NQ                  | NQ               | NQ               | NQ                | 15.               | [ 29 ] |
| Valentin Petic    | Klasyczny do 67 kg (m) | —                | Almanza W 4-0     | Cəfərov P 1-3       | NQ               | NQ               | NQ                | 7.                | [ 30 ] |
| Maxim Saculțan    | Wolny do 65 kg (m)     | —                | Kiyooka P 0-10    | NQ                  | NQ               | Rivera P 4-15    | NQ                | 9.                | [ 31 ] |
| Radu Lefter       | Wolny do 97 kg (m)     | —                | Baranowski P 2-8  | NQ                  | NQ               | NQ               | NQ                | 13.               | [ 32 ] |
| Mariana Drăguțan  | Do 53 kg (k)           | —                | Ana P 0-5         | NQ                  | NQ               | NQ               | NQ                | 14.               | [ 33 ] |
| Anastasia Nichita | Do 57 kg (k)           | —                | Paruszewski W 9-0 | Rodrigues W 5-0 (F) | Hong W 2-7 (F)   | —                | Sakurai P 0-6     | srebro            | [ 1 ]  |
| Irina Rîngaci     | Do 68 kg (k)           | —                | Pak P 6-10        | NQ                  | NQ               | NQ               | NQ                | 10.               | [ 34 ] |